# Comunidad de comunas de la Cerdaña Pirenáica
La Comunidad de comunas de la Cerdaña Pirenáica (Communauté de communes Pyrénées-Cerdagne, en francés), es una estructura intercomunal francesa situada en el departamento francés de Pirineos Orientales en la región de Occitania.

## Historia
Fue creada el 23 de diciembre de 1996 con la unión de trece de las veintiuna comunas del antiguo cantón de Saillagouse.
Posteriormente se sumaron tres comunas del mismo cantón.
El 1 de enero de 2014, se sumaron las comunas de Dorres, Llo y Porta, del mismo cantón.
Todas las comunas actualmente pertenecen al nuevo cantón de Pirineos Catalanes.

## Nombre
Debe su nombre a que las diecinueve comunas se hallan situadas en la región pirenaica de Cerdaña.

## Composición
La Comunidad de comunas reagrupa 19 comunas:
| Comuna                              | Código INSEE | Cantón             | Población (2012) | Superficie (km²) | Densidad (hab./km²) |
| ----------------------------------- | ------------ | ------------------ | ---------------- | ---------------- | ------------------- |
| Angoustrine-Villeneuve-des-Escaldes | 66005        | Pirineos Catalanes | 691              | 87,87            | 7,9                 |
| Bourg-Madame                        | 66025        | Pirineos Catalanes | 1266             | 7,85             | 161                 |
| Dorres                              | 66062        | Pirineos Catalanes | 162              | 24,77            | 6,5                 |
| Égat                                | 66064        | Pirineos Catalanes | 444              | 4,47             | 99                  |
| Enveitg                             | 66066        | Pirineos Catalanes | 665              | 30,52            | 22                  |
| Err                                 | 66067        | Pirineos Catalanes | 620              | 25,92            | 24                  |
| Estavar                             | 66072        | Pirineos Catalanes | 408              | 9,24             | 44                  |
| Latour-de-Carol                     | 66095        | Pirineos Catalanes | 416              | 12,63            | 33                  |
| Llo                                 | 66100        | Pirineos Catalanes | 162              | 28,44            | 5,7                 |
| Nahuja                              | 66120        | Pirineos Catalanes | 66               | 5,6              | 12                  |
| Osséja                              | 66130        | Pirineos Catalanes | 1400             | 17,13            | 82                  |
| Palau-de-Cerdagne                   | 66132        | Pirineos Catalanes | 444              | 11,50            | 39                  |
| Porta                               | 66146        | Pirineos Catalanes | 132              | 65,19            | 2                   |
| Porté-Puymorens                     | 66147        | Pirineos Catalanes | 134              | 49,42            | 2,7                 |
| Saillagouse                         | 66167        | Pirineos Catalanes | 1052             | 11,35            | 93                  |
| Sainte-Léocadie                     | 66181        | Pirineos Catalanes | 144              | 8,88             | 16                  |
| Targassonne                         | 66202        | Pirineos Catalanes | 193              | 7,8              | 25                  |
| Ur                                  | 66218        | Pirineos Catalanes | 353              | 6,79             | 52                  |
| Valcebollère                        | 66220        | Pirineos Catalanes | 47               | 26,03            | 1,8                 |

## Competencias
La comunidad es un organismo público de cooperación intercomunal.
Sus recursos provienen del impuesto sobre los rendimientos del trabajo único, del sistema de contribuciones que se aplica a los residuos y asignaciones y subvenciones de diversos socios.
Sus competencias en general se centran en el desarrollo económico, medio ambiental, de empleo y los servicios comunitarios a los habitantes:
- Ordenación del Territorio
  - Plan de Coherencia Territorial (SCOT, en francés) (a título obligatorio).
  - Plan Sectorial (a título obligatorio).
- Desarrollo y organización económica
  - Acción de desarrollo económico de las actividades industriales, comerciales o de empleo, (apoyo de las actividades agrícolas y forestales...) (a título obligatorio).
  - Creación, organización, mantenimiento y gestión de zonas de actividades industriales, comerciales, terciario, artesanal o turístico (a título obligatorio).
- Desarrollo y organización social y cultural
  - Actividades culturales y socioculturales (a título facultativo).
  - Actividades deportivas (a título facultativo).
  - Construcción y/u organización, mantenimiento, gestión de equipamientos o establecimientos culturales, socioculturales, socioeducativos, deportivos… (a título optativo).
  - Transporte escolar (a título facultativo).
- Medio ambiente
  - Saneamiento no colectivo (a título facultativo).
  - Recogida y tratamiento de los residuos urbanos y asimilados (a título optativo).
  - Protección y valorización del Medio Ambiente (a título optativo).
- Vivienda y hábitat
  - Programa local del hábitat (a título optativo).
- Servicio de vías públicas
  - Creación, organización y mantenimiento del servicio de vías públicas (a título optativo).
- Otros
  - Adquisición comunal de material (a título facultativo).
  - Informática, Talleres vecinales (a título facultativo).